# Marie Berg

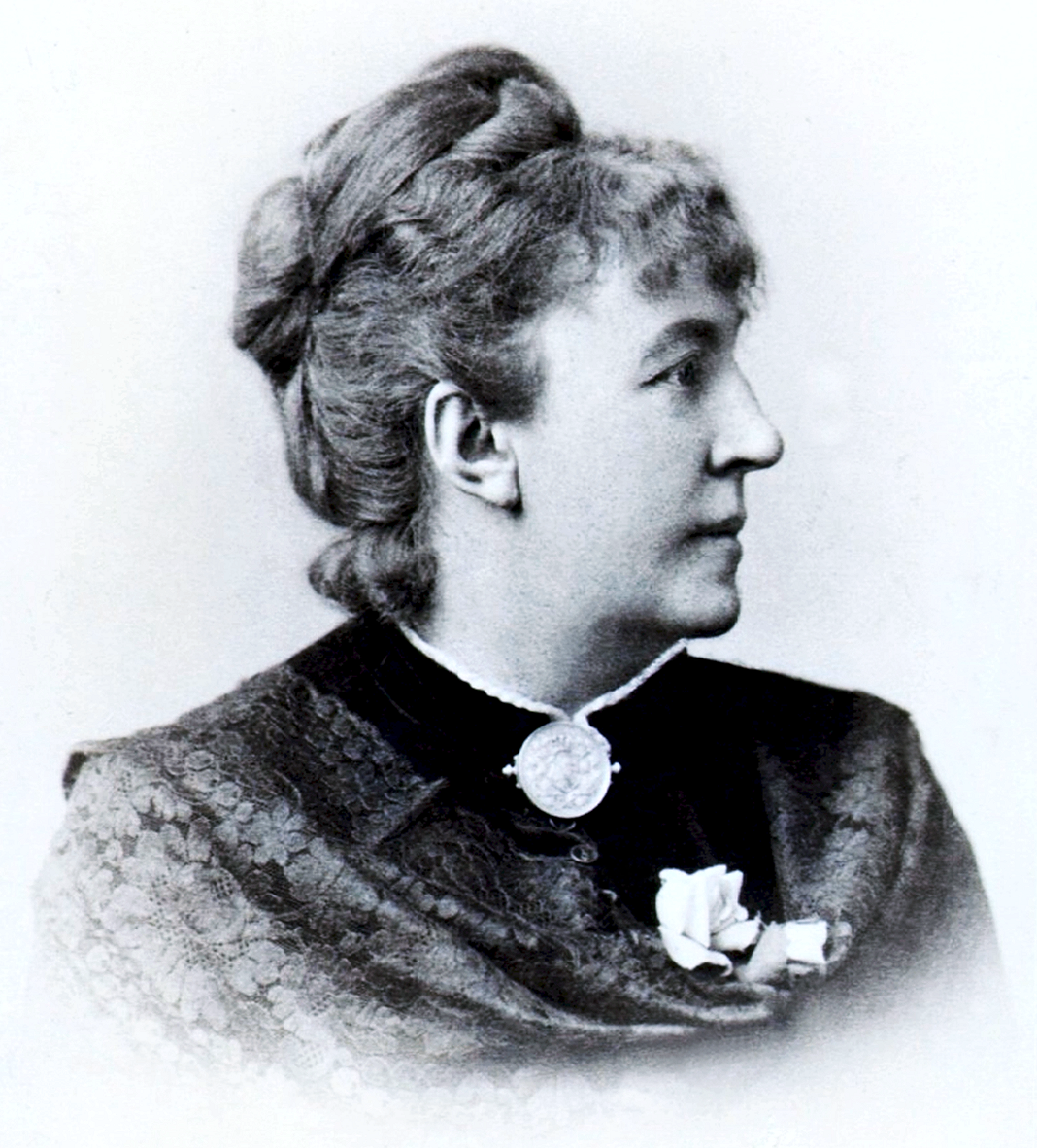
Katharina Maria Gräfin von Christalnigg vor 1900

Katharina Maria „Marie“ Berg, verheiratete Katharina Maria Gräfin von Christalnigg, auch Käthe Marie von Kristalnig, (* 29. Januar 1840 in Budapest; † 10. April 1920 in Zagreb) war eine deutsche Theaterschauspielerin und Sängerin.

## Leben
Nachdem Marie Berg, von ihrem Vater für die Bühne ausgebildet, ihre schauspielerische Tätigkeit in Pest begonnen und in Linz, Graz, Breslau etc. erfolgreich fortgesetzt hatte, trat sie 1873 in den Verband des Hoftheaters in Meiningen. Sie gehörte demselben bis 1900 an, zählte zu den verdienstvollsten Mitgliedern dieser Bühne und hat auch hervorragenden Anteil an den Gastspielreisen der Meininger genommen. Von einer stattlichen Bühnenerscheinung wirkungsvoll unterstützt, erwies sie sich als intelligente treffliche Darstellerin, die ihre Aufgaben stets mit größter Sorgfalt durchführte und Zeugnis von ihrem echt künstlerischen Empfinden, ihrer scharfsichtigen Routine, ihrer trefflichen Pointierungskunst wie ihrer vornehmen Individualität gab. Anfänglich im Fach der Heroinen wirkungsvoll verwendet, trat sie später mit Glück ins Mütterfach über, und wären von ihren Leistungen hervorzuheben: „Orsina“, „Elisabeth“, „Porzia“, „Katharina“ in „Widerspenstigen“, sowie „Herzogin“ im „Wallenstein“, „Calpurnia“ in „Julius Cäsar“, „Gertrud“ in „Tell“, „Daja“, „Frau Alving“ etc. Die Künstlerin war vermählt mit dem Grafen Adolar von Cristalnigg. Ihren bleibenden Wohnsitz hat sie in Krapina-Töplitz (Kroatien) genommen.
Marie Berg war einer von acht Darstellern, die an allen 81 Gastspielreisen des Meininger Hoftheaters zwischen 1874 und 1890 mitgewirkt haben.
Ab 1909 war sie Dozentin für Gesang am Stern’schen Konservatorium.
Die Schauspielerin heiratete am 24. Februar 1873 in Graz Adolar Graf von Christalnigg (1836–1890). Ihr einziges Kind Alexander Georg (* 17. Dezember 1873 in Meiningen; † 28. August 1914 in Tyszowce, damals Russisches Kaiserreich), k. u. k. Major des Generalstabs, fiel bereits zu Beginn des Ersten Weltkriegs. In ihrem Beruf führte sie als Pseudonym ihren Mädchennamen.